# Amel Bent

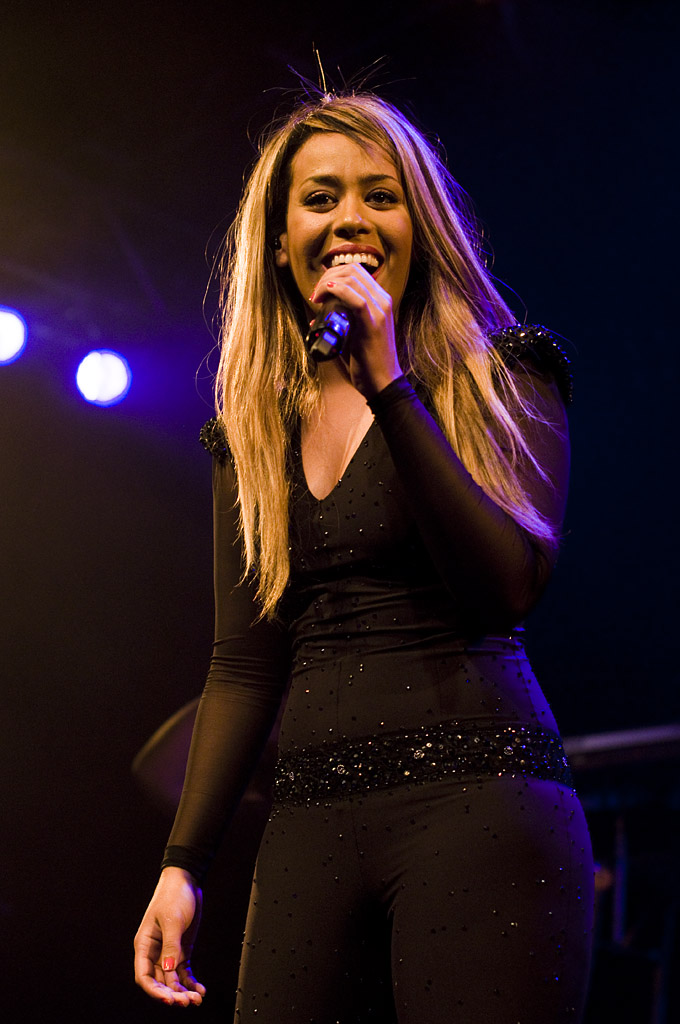
Amel Bent (2010)

Amel Bent (* 21. Juni 1985 in Joué-lès-Tours; als Amel Bent Bachir) ist eine französische Sängerin.

## Biografie
Amel Bent, Tochter einer Marokkanerin und eines Algeriers, wuchs in La Courneuve in der Pariser Vorstadt auf. Sie hat sowohl eine Halbschwester, Mélissa, mit der sie die Leidenschaft zur Musik teilt und auch singt, als auch einen Halbbruder Ilies. Sie entschied sich als Jugendliche zunächst Psychologie zu studieren. 2004 wollte sie sich deshalb an einer Fakultät einschreiben, nahm aber an der Fernsehsendung Nouvelle Star, der französischen Version von Deutschland sucht den Superstar, teil. Sie belegte zwar nur den dritten Platz, doch ihre Popularität erlaubte es ihr, noch im gleichen Jahr ihr Debütalbum Un jour d’été auf den Markt zu bringen, das sie zusammen mit der bekannten Rapperin Diam’s geschrieben hat. Die erste Single Ma philosophie landete auf Platz 1 der Charts, wo sie sich über sechs Wochen hielt und sich 500.000 Mal verkaufte. Auch die beiden nachfolgenden Singles Le droit à l’erreur und Ne retiens pas tes larmes kamen in die Top 10. Das Album erreichte Platin-Status.
Ein Jahr später wurde dann die Single Eye of the Tiger veröffentlicht, eine Coverversion des Hits der Band Survivor aus dem Jahr 1982.
2007 brachte Amel Bent dann ihr zweites Album À 20 ans heraus, das teilweise wieder von Diam’s produziert und geschrieben wurde. Bei der ersten Single Nouveau Français arbeitete sie mit Pascal Obispo und Lionel Florence zusammen. Charles Aznavour hat für sie das Lied Je reste seule geschrieben.
Ein drittes Album Où je vais und eine gleichnamige Single wurden Ende 2009 veröffentlicht. Zweite Single des Albums wurde der Song Le mal de toi, produziert von Gee Futuristic und X-plosive.
Am 28. November 2011 erschien Délit mineur, es ist das vierte Album von Amel Bent. Auf dem Album befindet sich auch das Duett Tu fermes les yeux, welches sie zusammen mit ihrer kleinen Halbschwester Mélissa singt. 2012 nahm sie an der dritten Staffel der Tanzshow Danse avec les stars teil und erreichte den zweiten Platz.
Im Jahr 2017 war sie Coach bei der französischen Ausgabe von The Voice Kids (5. Staffel) und war 2019 bei der sechsten Staffel wieder Coach.
Die Single Si on te demande ist die erste aus ihrem sechsten Album und erschien am 27. April 2018.
Am 19. Dezember 2018, folgte sie zusammen mit über 70 weiteren Prominenten dem Aufruf der Association Urgence Homophobie, die sich gegen Homophobie einsetzt. Im Rahmen des Aufrufes wird die Single De l'amour an der auch Amel Bent mitwirkt.
Am 3. April 2019 kündigte Amel Bent ihr sechstes Album Demain für den 17. Mai 2019 an. Ebenso kündigte sie mit L'Autre Tour eine Konzerttournee an.

## Privates
Amel Bent heiratete am 15. Juni 2015 den Geschäftsmann Patrick Antonelli aus Neuilly-sur-Seine, mit dem sie zwei Töchter hat (* 2016 und 2017). Im Rahmen eines Gerichtsverfahrens gegen Patrick Antonelli vom 19. Juni bis 8. Juli 2020 in Nanterre wurde bekannt, dass die Ehe aus finanziellen Gründen im Jahr 2019 einvernehmlich geschieden wurde.

## Diskografie

### Studioalben
| Jahr | Titel         | Höchstplatzierung, Gesamtwochen, AuszeichnungChartplatzierungen (Jahr, Titel, Platzierungen, Wochen, Auszeichnungen, Anmerkungen) | Höchstplatzierung, Gesamtwochen, AuszeichnungChartplatzierungen (Jahr, Titel, Platzierungen, Wochen, Auszeichnungen, Anmerkungen) | Höchstplatzierung, Gesamtwochen, AuszeichnungChartplatzierungen (Jahr, Titel, Platzierungen, Wochen, Auszeichnungen, Anmerkungen) | Anmerkungen                                                    |
| Jahr | Titel         | FR | BEW | CH | Anmerkungen                                                    |
| ---- | ------------- | --- | --- | --- | -------------------------------------------------------------- |
| 2004 | Un jour d’été | FR3 Platin · (97 Wo.)FR | BEW12 Gold · (71 Wo.)BEW | CH39 (22 Wo.)CH | Erstveröffentlichung: 30. November 2004 Verkäufe: + 325.000    |
| 2007 | À 20 ans      | FR4 Gold · (67 Wo.)FR | BEW15 (32 Wo.)BEW | CH24 (6 Wo.)CH | Erstveröffentlichung: 18. Juni 2007 Verkäufe: + 75.000         |
| 2009 | Où je vais    | FR9 Platin · (66 Wo.)FR | BEW25 (24 Wo.)BEW | CH65 (6 Wo.)CH | Erstveröffentlichung: 4. Dezember 2009 Verkäufe: + 100.000     |
| 2011 | Délit mineur  | FR24 Gold · (45 Wo.)FR | BEW61 (34 Wo.)BEW | — | Erstveröffentlichung: 28. November 2011 Verkäufe: + 50.000     |
| 2014 | Instinct      | FR11 (10 Wo.)FR | BEW14 (24 Wo.)BEW | CH28 (3 Wo.)CH | Erstveröffentlichung: 24. Februar 2014                         |
| 2019 | Demain        | FR12 (20 Wo.)FR | BEW13 (18 Wo.)BEW | CH55 (2 Wo.)CH | Erstveröffentlichung: 17. Mai 2019                             |
| 2021 | Sorøre        | FR13 (18 Wo.)FR | BEW13 (12 Wo.)BEW | CH46 (1 Wo.)CH | Erstveröffentlichung: 4. Juni 2021 mit Camélia Jordana & Vitaa |
| 2021 | Vivante       | FR1 Platin · (79 Wo.)FR | BEW7 Gold · (29 Wo.)BEW | CH41 (2 Wo.)CH | Erstveröffentlichung: 1. Oktober 2021 Verkäufe: + 110.000      |
| 2025 | Minuit une    | FR29 (… Wo.)FR | BEW121 (… Wo.)BEW | — | Erstveröffentlichung: 16. Mai 2025                             |

### Singles
| Jahr | Titel Album                             | Höchstplatzierung, Gesamtwochen, AuszeichnungChartplatzierungen (Jahr, Titel, Album, Platzierungen, Wochen, Auszeichnungen, Anmerkungen) | Höchstplatzierung, Gesamtwochen, AuszeichnungChartplatzierungen (Jahr, Titel, Album, Platzierungen, Wochen, Auszeichnungen, Anmerkungen) | Höchstplatzierung, Gesamtwochen, AuszeichnungChartplatzierungen (Jahr, Titel, Album, Platzierungen, Wochen, Auszeichnungen, Anmerkungen) | Anmerkungen                                                                           |
| Jahr | Titel Album                             | FR | BEW | CH | Anmerkungen                                                                           |
| --- | --------------------------------------- | --- | --- | --- | ------------------------------------------------------------------------------------- |
| 2004 | Ma philosophie Un jour d’été            | FR1 Diamant · (18 Wo.)FR | BEW1 Gold · (24 Wo.)BEW | CH16 (27 Wo.)CH | Erstveröffentlichung: 29. November 2004 Verkäufe: + 775.000                           |
| 2005 | Le droit à l’erreur Un jour d’été       | FR7 Gold · (23 Wo.)FR | BEW16 (12 Wo.)BEW | CH36 (12 Wo.)CH | Erstveröffentlichung: 25. April 2005 Verkäufe: + 250.000                              |
| 2005 | Ne retiens pas tes larmes Un jour d’été | FR5 Gold · (30 Wo.)FR | BEW5 (21 Wo.)BEW | CH50 (15 Wo.)CH | Erstveröffentlichung: 24. Oktober 2005 Verkäufe: + 200.000                            |
| 2006 | Eye of the Tiger Un jour d’été          | FR2 Gold · (19 Wo.)FR | BEW13 (14 Wo.)BEW | CH32 (16 Wo.)CH | Erstveröffentlichung: 29. Mai 2006 Verkäufe: + 200.000                                |
| 2007 | Nouveau Français À 20 ans               | FR3 (22 Wo.)FR | BEW7 (17 Wo.)BEW | CH75 (2 Wo.)CH | Erstveröffentlichung: 18. Juni 2007                                                   |
| 2007 | Tu n’es plus là À 20 ans                | — | BEW40 (1 Wo.)BEW | — | Erstveröffentlichung: 18. Juni 2007                                                   |
| 2009 | Où je vais                              | — | BEW23 (12 Wo.)BEW | — | Erstveröffentlichung: 12. Oktober 2009                                                |
| 2010 | Cette idée-là Où je vais                | FR92 (1 Wo.)FR | — | — | Erstveröffentlichung: 17. September 2010                                              |
| 2011 | Je reste Délit mineur                   | FR29 (24 Wo.)FR | — | — | Erstveröffentlichung: 17. Oktober 2011                                                |
| 2012 | Délit Délit mineur                      | FR38 (19 Wo.)FR | BEW27 (11 Wo.)BEW | — | Erstveröffentlichung: März 2012                                                       |
| 2012 | Ma chance Instinct                      | FR106 (17 Wo.)FR | — | — | Erstveröffentlichung: 20. Oktober 2012                                                |
| 2013 | Quand la musique est bonne Instinct     | FR40 (17 Wo.)FR | — | — | Erstveröffentlichung: 24. April 2013 mit Soprano                                      |
| 2013 | Sans toi Instinct                       | FR131 (6 Wo.)FR | — | — | Erstveröffentlichung: 5. November 2013                                                |
| 2014 | Regarde-nous Instinct                   | FR118 (7 Wo.)FR | — | — | Erstveröffentlichung: 5. Februar 2014                                                 |
| 2020 | Jusqu’au bout Vivante                   | FR47 Diamant · (36 Wo.)FR | BEW6 ×2Doppelplatin · (30 Wo.)BEW | — | Erstveröffentlichung: 12. Juni 2020 Verkäufe: + 373.333; mit Imen Es                  |
| 2020 | 1,2,3 Vivante                           | FR8 (51 Wo.)FR | BEW3 ×3Dreifachplatin · (30 Wo.)BEW | — | Erstveröffentlichung: 30. Oktober 2020 Verkäufe: + 60.000; mit Hatik                  |
| 2021 | Ma sœur Sorøre                          | FR159 Gold · (6 Wo.)FR | — | — | Erstveröffentlichung: 23. April 2021 Verkäufe: + 100.000; mit Camélia Jordana & Vitaa |
| 2021 | Le chant des colombes Vivante           | FR124 Gold · (7 Wo.)FR | BEW16 (19 Wo.)BEW | — | Erstveröffentlichung: 20. August 2021 Verkäufe: + 100.000                             |
| 2022 | Lossa Vivante                           | — | BEW39 (2 Wo.)BEW | — | Erstveröffentlichung: 10. Juni 2022 feat. Benny Adam                                  |
| Folgende Lieder erschienen nicht als Single, wurden aber durch das Album zum Download und Streaming bereitgestellt und konnten somit eine Platzierung erlangen: |                                         | | | |                                                                                       |
| |                                         | | | |                                                                                       |
| 2012 | Comme toi Génération Goldman            | FR91 (3 Wo.)FR | — | — |                                                                                       |
| 2014 | En silence Instinct                     | FR164 (1 Wo.)FR | — | — |                                                                                       |

Weitere Singles
- 2007: À 20 ans (feat. Diam’s)
- 2008: Désolée
- 2008: Vivre ma vie
- 2010: Le mal de toi
- 2010: Je me sens bien
- 2011: Tu veux ou tu veux pas
- 2018: Si on te demande

### Gastbeiträge
| Jahr | Titel Album                  | Höchstplatzierung, Gesamtwochen, AuszeichnungChartplatzierungen (Jahr, Titel, Album, Platzierungen, Wochen, Auszeichnungen, Anmerkungen) | Höchstplatzierung, Gesamtwochen, AuszeichnungChartplatzierungen (Jahr, Titel, Album, Platzierungen, Wochen, Auszeichnungen, Anmerkungen) | Höchstplatzierung, Gesamtwochen, AuszeichnungChartplatzierungen (Jahr, Titel, Album, Platzierungen, Wochen, Auszeichnungen, Anmerkungen) | Anmerkungen                                                   |
| Jahr | Titel Album                  | FR | BEW | CH | Anmerkungen                                                   |
| --- | ---------------------------- | --- | --- | --- | ------------------------------------------------------------- |
| 2007 | Tombé pour elle Aller-Retour | FR15 (20 Wo.)FR | — | — | Erstveröffentlichung: 12. März 2007 La Fouine feat. Amel Bent |
| Folgende Lieder erschienen nicht als Single, wurden aber durch das Album zum Download und Streaming bereitgestellt und konnten somit eine Platzierung erlangen: |                              | | | |                                                               |
| |                              | | | |                                                               |
| 2013 | Karl Drôle de parcours       | FR158 (1 Wo.)FR | — | — | La Fouine feat. Amel Bent                                     |
| 2013 | Ti amo t’es à moi P.D.R.G.   | FR94 (2 Wo.)FR | — | — | Rohff feat. Amel Bent                                         |
| 2017 | 100%                         | FR102 (1 Wo.)FR | — | — | Alonzo feat. Amel Bent                                        |

## Auszeichnungen für Musikverkäufe
Anmerkung: Auszeichnungen in Ländern aus den Charttabellen bzw. Chartboxen sind in ebendiesen zu finden.
| Land/RegionAuszeichnungen für Musikverkäufe (Land/Region, Auszeichnungen, Verkäufe, Quellen) | Gold       | Platin     | Diamant     | Verkäufe  | Quellen         |
| -------------------------------------------------------------------------------------------- | ---------- | ---------- | ----------- | --------- | --------------- |
| Belgien (BRMA)                                                                               | 3× Gold3   | 5× Platin5 | —           | 160.000   | ultratop.be     |
| Frankreich (SNEP)                                                                            | 7× Gold7   | 3× Platin3 | 2× Diamant2 | 2.558.333 | snepmusique.com |
| Insgesamt                                                                                    | 10× Gold10 | 8× Platin8 | 2× Diamant2 |           |                 |

## Künstlerauszeichnungen
- 2006: European Border Breakers Award
- 2006: Victoires de la Musique (Kategorie Le Groupe ou l’Artiste Révélation du public de l’année)